# Ärmelschild (Wehrmacht)
Ärmelschilde waren im Zweiten Weltkrieg besondere Abzeichen von Mitgliedern der deutschen Wehrmacht, die an bestimmten Schlachten oder Feldzügen teilgenommen hatten. Diese Abzeichen wurden in der Regel an der Uniform am linken Oberarm getragen. Die Form des Schildes richtete sich nach den Orten oder Gebieten der Kampfhandlungen. Bis zum Kriegsende nahm die Schaffung von Ärmelschilden in der Truppe rapide zu. Die wenigsten verließen jedoch das Planungsstadium.

## Offizielle Stiftungen
| Schild         | Stiftungsdatum     | Verliehen für | Verleihungszahlen | Truppenteile            | Darstellung |
| -------------- | ------------------ | --- | ----------------- | ----------------------- | ----------- |
| Narvikschild   | 19. August 1940    | Landung in Narvik oder Beteiligung an Kämpfen der Gruppe Narvik im Zeitraum vom 9. April bis 9. Juni 1940                  | 8.527             | Heer, Luftwaffe, Marine |             |
| Cholmschild    | 1. Juli 1942       | Verteidigung des Kessels von Cholm im Zeitraum vom 21. Januar bis 5. Mai 1942                                              | ca. 5.500         | Heer                    |             |
| Krimschild     | 25. Juli 1942      | Teilnahme an Schlachten im Vorfeld und bei der Einnahme von Sewastopol im Zeitraum vom 21. September 1941 bis 4. Juli 1942 | ca. 300.000       | Heer, Luftwaffe         |             |
| Demjanskschild | 25. April 1943     | Teilnahme bei der Verteidigung des Kessels von Demjansk                                                                    | ca. 96.000        | Heer                    |             |
| Kubanschild    | 20. September 1943 | Teilnahme an Kämpfen um den Kuban-Brückenkopf im Zeitraum vom 1. Februar bis 9. Oktober 1943                               | ca. 145.000       | Heer, Luftwaffe, Marine |             |
| Warschauschild | 10. Dezember 1944  | Teilnahme an Kämpfen in Warschau im Rahmen des Warschauer Aufstandes im Zeitraum vom 1. August bis 2. Oktober 1944         | keine             | Heer, Luftwaffe         |             |

## Nicht offiziell gestiftete aber ausgegebene Ärmelschilde
| Schild           | Stiftungsdatum                | Verliehen für | Verleihungszahlen     | Truppenteile            | Darstellung |
| ---------------- | ----------------------------- | --- | --------------------- | ----------------------- | ----------- |
| Lapplandschild   | Zwischen Februar und Mai 1945 | Teilnahme an den Rückzugskämpfen 20. Gebirgs-Armee aus Finnland (September 1944). Vermutlich begann die Verleihung kurz vor Kriegsende und zog sich bis Mitte 1945 hin | unbekannt             | Heer, Luftwaffe, Marine |             |
| Dünkirchenschild | Traditionsabzeichen           | Kampf um die Festung Dünkirchen. Der Schild wurde jedoch an der linken Seite der Feldmütze getragen.                                                                   | ca. 12.000 bis 15.000 | Heer, Marine            |             |
| Lorientschild    | Traditionsabzeichen           | Kampf um die Festung Lorient | ca. 10.000 bis 12.000 | Heer, Luftwaffe         |             |

## Nicht umgesetzte Ärmelschilde
| Schild                       | Stiftungsdatum | Verliehen für                                                | Verleihungszahlen | Truppenteile    | Darstellung |
| ---------------------------- | -------------- | ------------------------------------------------------------ | ----------------- | --------------- | ----------- |
| Balkanschild                 | nicht erfolgt  | Kämpfe auf dem Balkan 1944/1945                              | keine             | Heer, Luftwaffe |             |
| Memel- und Njemenfrontschild | nicht erfolgt  | Kampf im Raum der Stadt Memel und des Flusses Memel (Njemen) | keine             | Heer, Luftwaffe |             |
| Stalingradschild             | nicht erfolgt  | Kampf um Stalingrad (vgl. Schlacht um Stalingrad)            | keine             | Heer, Luftwaffe |             |

## Fälschungen
| Schild         | Stiftungsdatum | Verliehen für | Verleihungszahlen | Truppenteile | Darstellung |
| -------------- | -------------- | --- | ----------------- | ------------ | ----------- |
| Arnheimschild  | nicht erfolgt  | Die Popularität der Schlacht um Arnheim ausnutzend, tauchten Mitte der 80er Jahre in Großbritannien die ersten Arnheimschilde auf | keine             | entfällt     |             |
| Budapestschild | nicht erfolgt  | Schlacht um Budapest | keine             | entfällt     |             |
| Ardennenschild | nicht erfolgt  | Ardennenoffensive | keine             | entfällt     |             |

## Vorschriften für das Tragen nach 1945
Gemäß dem Gesetz über Titel, Orden und Ehrenzeichen von 1957 dürfen Orden und Ehrenzeichen aus der Zeit vor 1945 nur ohne die nationalsozialistischen Embleme getragen werden.